# Почетни граждани на Стара Загора
Званието „Почетен гражданин на Стара Загора“ се въвежда през 1963 г. Носители на званието почетен гражданин на Стара Загора са били следните лица.

## 1963
- 1. Веселин Симеонов Ханчев, поет, за заслуги към българската литература – 8.11.1963 г.
- 2. Василий Иванов Банников, участвал в строителството на АТЗ, гражданин на СССР – 22.08.1963 г.
- 3. Валентина Владимировна Терешкова, летец-космонавт, гражданин на СССР – 11.11.1963 г.
- 4. Валерий Фьодорович Биковски, летец-космонавт, гражданин на СССР – 11.11.1963 г.

## 1964
- 5. Леонид Илич Брежнев, член на Президиума и секретар на ЦК на КПСС, гражданин на СССР – 10.09.1964 г.
- 6. Александър Ишков, министър на рибната промишленост на СССР – 14.09.1964 г.
- 7. Валтер Улбрихт, първи секретар на Германската единна социалистическа партия и председател на Държавния съвет на ГДР – 15.09.1964 г.

## 1965
- 8. Владимир Чернов, парашутист. Преди 09.09.1944 г. участвал в партизанското движение в Старозагорски окръг, гражданин на СССР – 05.09.1965 г.

## 1966
- 9. Григорий Сергеевич Хламов, началник на Главно управление на държавен резерв за материали при МС на СССР – 21.09.1966 г.
- 10. Алексей М. Токарев, във връзка с дружбата между гр. Стара Загора и гр. Куйбишев, гражданин на СССР – 26.09.1966 г.

## 1967
- 11. Акад. Димитър П. Димитров, посветил научната си дейност на древната история на Стара Загора – 05.05.1967 г.
- 12. Дамян Николов Иванов, за дългогодишна работа в строителните организации в града – 04.07.1967 г.
- 13. Койчо Петров Пенчев, за дългогодишна работа в строителните организации в града – 04.07.1967 г.
- 14. Еньо Нанев Петков, за дългогодишна работа в строителните организации в града – 04.07.1967 г.
- 15. Атанас Добрев Атанасов, за дългогодишна работа в строителните организации в града – 04.07.1967 г.
- 16. Иван Трифонов Иванов, за дългогодишна работа в строителните организации в града – 04.07.1967 г.
- 17. Иван Радков Костов, за дългогодишна работа в строителните организации в града – 04.07.1967 г.
- 18. Иван Мирчев, поет – 26.10.1967 г.

## 1968
- 19. Александър М. Пузанов, посланик на СССР в България, във връзка с пребиваването му в гр. Стара Загора, гражданин на СССР – 10 януари 1968 г.
- 20. Анатолий Г. Гусев, във връзка с пребиваването му в гр. Стара Загора, гражданин на СССР – 10 януари 1968 г.
- 21. Тано Цолов, член на ЦК на БКП, във връзка с пребиваването му в гр. Стара Загора – 01.02.1968 г.
- 22. Семьон Андреевич Скачков, председател на Комитета за взаимопомощ на СССР – 01.09.1968 г.
- 23. Степан Иванович Мойсейченко, офицер от Червената армия, гражданин на СССР – 08.09.1968 г.
- 24. Ген. Леонид Устинович Белоус, във връзка с пребиваването му в гр. Стара Загора, гражданин на СССР – 22.11.1968 г.

## 1969
- 25. Акад. Петко Груев Стайнов, композитор, по повод 20 г. от създаване на Градския представителен детски хор – януари 1969 г.
- 26. Ружа Делчева, народен артист – 24 януари 1969 г.
- 27. Стефан Гецов, артист – 24 януари 1969 г.
- 28. Никола Й. Николов, оперен певец – 24 януари 1969 г.
- 29. Любомир Кабакчиев, артист – 24 януари 1969 г.
- 30. Василий Кузмин Хренов, ръководител на групата съветски специалисти, участвали в изграждането на комплекс „Марица-изток“, гражданин на СССР – 20.05.1969 г.
- 31. Леонид Аркадиевич Костандов, министър на химията на СССР – 28.08.1969 г.
- 32. Николай Николаевич Органов, първи зам.-председател на Дружеството за съветско-българска дружба в Москва, гражданин на СССР – 28.08.1969 г.
- 33. Владимир Николаевич Судец, зам.-председател на Дружеството за съветско-българска дружба в Москва, гражданин на СССР – 28.08.1969 г.
- 34. Генадий Павлович Неопиханов, специалист, участвал в изграждането на завода за капролактам, гражданин на СССР – 09.10.1969 г.
- 35. Христо Никифоров Шанов, секретар на ОК на БКП, по случай 50-годишнината му – 28.11.1969 г.

## 1970
- 36. Мара Георгиева Нанева, скулптор, автор на паметника на Ленин в Стара Загора – 21.04.1970 г.

## 1971
- 37. Андриан Николаев, летец-космонавт, гражданин на СССР – 25.05.1971 г.

## 1972
- 38. Димо Дичев Новаков, за заслугите му за изграждане и укрепване на БКП, член на ЦК на БКП – 27 януари 1972 г.
- 39. Николай Гяуров, оперен певец – 30.11.1972 г.

## 1973
- 40. Алексей Петрович Мересиев, летец, във връзка с пребиваването му в града – 11.07.1973 г.
- 41. Кръстю Добрев, участник в борбата против капитализма, член-кореспондент на БАН – 24.09.1973 г.

## 1976
- 42. Алексей Елисеев, летец-космонавт, гражданин на СССР – 08.04.1976 г.

## 1977
- 43. Николай Константинович Байбаков, за оказана ценна помощ в развитието на химическата промишленост, електрониката и др. отрасли, гражданин на СССР – 07.07.1977 г.
- 44. Никола Динев Николов, заслужил майстор на спорта и световен шампион по борба – 21.09.1977 г.
- 45. Акад. Марин Петров Големинов, композитор – 21.11.1977 г.

## 1978
- 46. Стою Неделчев-Чочоолу, генерал-майор, за големите му заслуги в съпротивителното движение в България и в изграждането на развито социалистическо общество в НРБ – 07.02.1978 г.

## 1979
- 47. Георги Иванов Иванов, първият български летец-космонавт – 09.05.1979 г.
- 48. Николай Рукавишников, летец-космонавт – 09.05.1979 г.

## 1981
- 49. Георги Павлов, герой на социалистическия труд, за активното му участие в борбата против фашизма и капитализма, народен представител – 16.02.1981 г.
- 50. Борис Владимирович Балмонт, министър на машиностроителната промишленост на СССР – 08.07.1981 г.
- 51. Владимир Михайлович Воеводин, зам.-министър на машиностроителната промишленост на СССР – 08.07.1981 г.

## 1982
- 52. Михаил Сергеевич Соломенцев, кандидат-член на ЦК на КПСС и председател на Министерския съвет на РСФСР – 17.03.1982 г.
- 53. Атанас Петков Стоянов, строителен работник в СМК – 01.11.1982 г.

## 1983
- 54. Димитър Тодоров Узунов, оперен певец – 21 януари 1983 г.
- 55. Георги Панков, министър на химическата промишленост, във връзка с 20-годишнината от пускането в експлоатация на Химическия комбинат – 30.05.1983 г.
- 56. Анна Томова-Синтова, оперна певица – 28.11.1983 г.

## 1984
- 57. Атанас Димитров Петров, заслужил деятел на хранителната промишленост, във връзка с удостояването му със званието „Герой на социалистическия труд“ – 30.03.1984 г.
- 58. Проф. Въто Груев Груев, заслужил деятел на науката, професор, за особено големите му заслуги в изграждането на ВИЗВМ – 21.05.1984 г.
- 59. Костас Димитриус Канидис, алпинист, участник в българската експедиция „Еверест-84“ – 28.05.1984 г.
- 60. Людмила Жечева-Андонова, спортистка, световен рекордьор на висок скок – 12.12.1984 г.
- 61. Павел Христов Матев, поет – 12.12.1984 г.

## 1985
- 62. Христо Стайков, бивш кмет на Стара Загора, за личния му принос в укрепване на народната власт и награждаването му с орден „Георги Димитров“ – 08.04.1985 г.
- 63. Йордан Капсамунов, бивш кмет на Стара Загора – 08.04.1985 г.

## 1987
- 64. Дойка Русенова Докузова, за активно участие в борбата против фашизма и капитализма – 26.03.1987 г.
- 65. Пенка Минева Стойкова, заслужил майстор на спорта – 26.03.1987 г.

## 1988
- 66. Анатолий Соловьов, летец-космонавт, за успешно изпълнение на научно-техническата програма „Шипка ‘88“ по време на втория съвместен българо-съветски космически полет, гражданин на СССР – 01.07.1988 г.
- 67. Виктор Савиних, летец-космонавт, за успешното изпълнение на научно-техническата програма „Шипка ‘88“ по време на втория съвместен българо-съветски космически полет, гражданин на СССР – 01.07.1988 г.
- 68. Александър Александров, български летец-космонавт, за успешното изпълнение на научно-техническата програма „Шипка ‘88“ – 01.07.1988 г.

## 1993
- 69. Рене Йорданова, оперна певица – 04.10.1993 г.
- 70. Димитър Караджов, художник, поет, педагог, преводач – 04.10.1993 г.

## 1994
- 71. Иван Тодоров Попчев, художник (посмъртно) – 29.09.1994 г.
- 72. Христо Кацаров, поет, драматурт (посмъртно) – 29.09.1994 г.
- 73. Недьо Александров, историк и общественик – 29.09.1994 г.
- 74. Петър Русков, художник и сценограф – 29.09.1994 г.
- 75. Едит Гайс, д-р на филологическите науки, Берлин, Германия, за изключителен принос в научното изследване и популяризиране на историята на Августа Траяна по целия свят с издадения от нея научен труд – 29.09.1994 г.
- 76. Д-р Христо Огнянов, литератор, историк, журналист – 29.09.1994 г.

## 1995
- 77. Негово Високопреосвещенство Старозагорският митрополит Панкратий, за съхраняване на църковното наследство – 21.09.1995 г.
- 78. Васил Михайлов, артист – 21.09.1995 г.

## 1996
- 79. Иван Неделчев, енциклопедист, краевед, писател (посмъртно) – 03.10.1996 г.
- 80. Веселина Кацарова, оперна певица – 03.10.1996 г.
- 81. Радослав Димитров, летец-изпитател (посмъртно), загинал при изпълнение на служебния си дълг – 03.10. 1996 г.
- 82. Димитър Димитров, дългогодишен диригент на Старозагорската опера – 03.10.1996 г.

## 1997
- 83. Проф. Митко Гогошев, физик, принос за космическата наука (посмъртно) – 02.10.1997 г.
- 84. Леда Милева, поетеса и преводачка и за дарителството, свързано с къща музей „Гео Милев“ – 12.10.1997 г.
- 85. Минчо Драндаревски, за всеотдайна служба на народа и БЗНС (посмъртно) –12.10.1997 г.

## 1998
- 86. О.з.ген.-майор Делчо Делчев, за строителството на България – 01.10.1998 г.
- 87. Кирил Тодоров, композитор – 01.10.1998 г.
- 88. Александър Михайлов – Аличко, музикант – 01.10.1998 г.

## 1999
- 89. Проф. Росен Иванов, лекар, ортопед – 25.06.1999 г.
- 90. Стефка Минева, оперна певица – 01.10.1999 г.
- 91. Проф. Андон Геров, учен, създател на породата местно кафяво говедо за Южна България – 01.10.1999 г.
- 92. Акад. Никола Бонев, астроном, създател на Старозагорската обсерватория (посмъртно) – 10.10.1999 г.

## 2000
- 93. Проф. Минко Балкански, световнопризнат физик – 18.05.2000 г.
- 94. Наум Шопов, артист – 28.07.2000 г.
- 95. Арх. Никола Каишев, основател и дългогодишен председател на Тракийското и Македоно-одринското дружество в Стара Загора, строител на Стара Загора в началото на века (посмъртно) – 29.09.2000 г.
- 96. Стойчо Стойчев, поет (посмъртно) – 29.09.2000 г.
- 97. Арманд Перего от Страсбург (Франция), за активната му дарителска дейност – 29.09.2000 г.
- 98. Росица Баталова, диригент, популяризатор на българското класическо изкуство, авторка на три книги за родния град – 29.09.2000 г.
- 99. Проф. Александър Йосифов, композитор – 29.09.2000 г.
- 100. Иванка Колева, параолимпийска шампионка – 23.11.2000 г.
- 101. Станчо Колев, световен шампион по борба, два пъти олимпийски вицешапион – 23.11.2000 г.

## 2002
- 102. Проф. Петър Жеков, учен генетик и композитор – 05.10.2002 г.
- 103. Крум Георгиев, фолклорист – 05.10.2002 г.
- 104. Георги Велев, артист – 05.10.2002 г.
- 105. Д-р Никола Ненов, лекар (посмъртно) – 05.10.2002 г.

## 2003
- 106. Богдана Попова, хоров диригент – 05.10.2003 г.
- 107. Веселин Ненов, композитор и диригент – 05.10.2003 г.
- 108. Величка Койчева, музеен работник – 05.10.2003 г.
- 109. Жеко Христов, поет (посмъртно) – 05.10.2003 г.
- 110. Д-р Дарина Кръстинова, лекар офталмолог – 05.10.2003 г.
- 111. Проф. Иван Карабалиев, преподавател в Тракийския университет – 05.10.2003 г.
- 112. Добри Алексиев Костин, старши треньор по спортна акробатика – 05.10.2003 г.

## 2004
- 113. Таньо Клисуров, поет – 24.05.2004 г.]]
- 114. Димитър Македонски, учител – 24.05.2004 г.
- 115. Борис Христов, световноизвестен оперен певец, бас (посмъртно) – 24.05.2004 г.
- 116. Димитър Николов, музеен работник – 24.05.2004 г.

## 2005
- 117. Иво Папазов – Ибряма, музикант – 04.10.2005 г.

## 2008
- 118. Светлозар Дойчев, учител, 18.09.2008 г.
- 119. Явор Янакиев, борец – 18.09.2008 г.
- 120. Христина Морфова, оперна певица (посмъртно) – 30.10.2008 г.
- 121. Методий Кусев, митрополит (посмъртно) – 30.10.2008 г.

## 2010
- 122. Димитър Рачев, юрист и културен деец – 30.09.2010 г.

## 2013
- 123. Петър Хубчев, старши треньор на ПФК Берое (Стара Загора) – 26.09.2013 г. Под ръководството на Хубчев през годината Берое печели Купата на България и Суперкупата на България и записа ново участие в Европейските клубни турнири.[1]